# Godefroy Engelmann
Pour les articles homonymes, voir Engelmann.

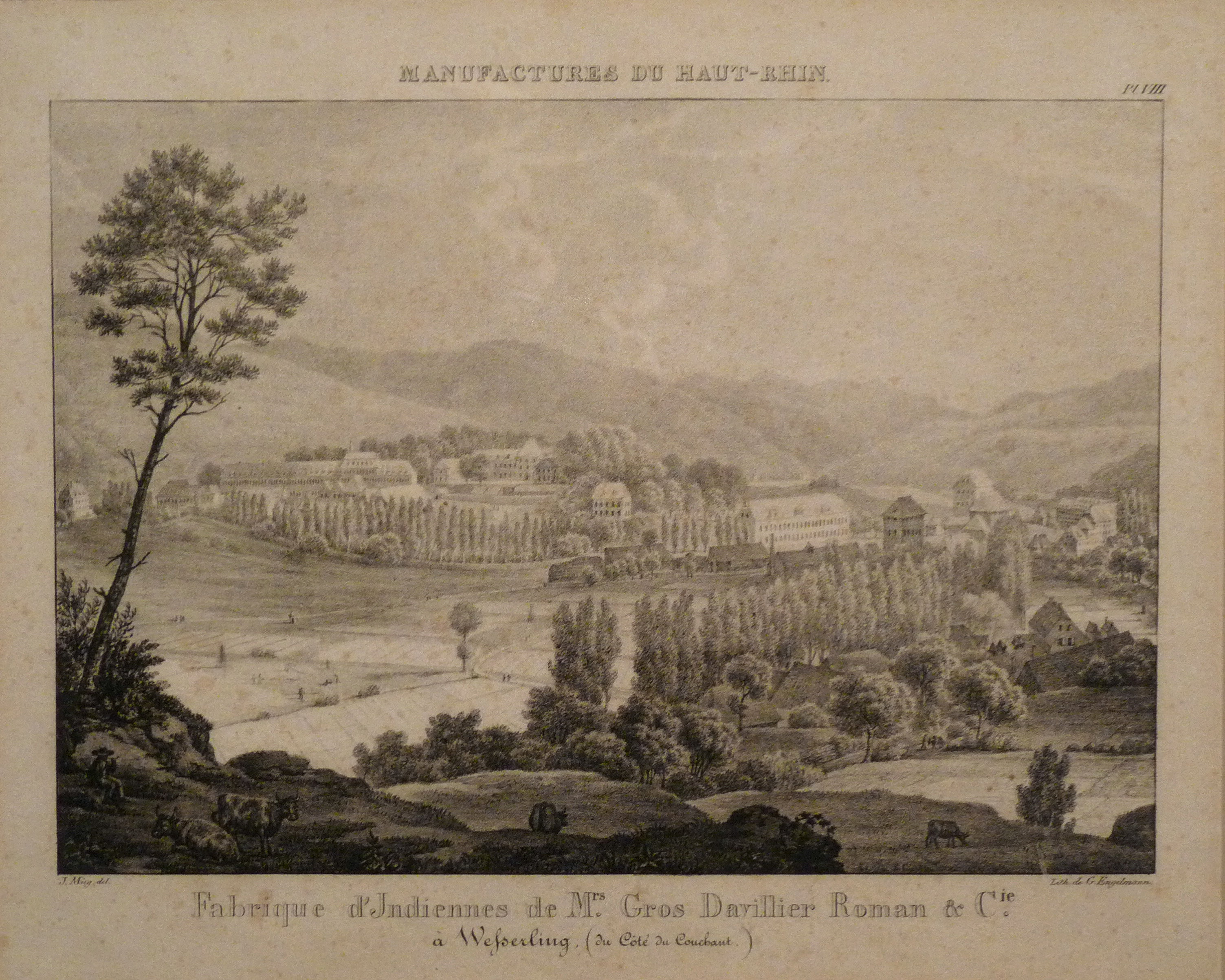
Fabrique d'indiennes de Mrs. Gros Davillier Roman & Cie à Wesserling (du côté du couchant) : lithographie de G. Engelmann, de la série Manufactures du Haut-Rhin, réalisée entre 1822 et 1825.

Godefroy Engelmann, né le 17 août 1788 à Mulhouse où il est mort le 25 avril 1839, est un artiste dessinateur et imprimeur lithographe français. Il fut aussi l’inspirateur de la Société industrielle de Mulhouse (SIM), dont il lança l’idée en 1812.

## Biographie
Issu d’une ancienne famille de Mulhouse qui a donné deux bourgmestres à cette ville, il fut avec Louis-François Lejeune l’un des principaux introducteurs de la lithographie en France. Après des études de dessin à Bordeaux puis en 1808 aux Beaux-Arts à Paris où il fut élève de Régnault, revient la même année pour entrer comme dessinateur dans la fabrique d'indiennes de Thierry, à Mulhouse. Il épouse l'année suivante Anne-Catherine, fille de ses patrons, devient associé dans l'entreprise familiale, et, parrainé par son beau-père, est admis à la loge maçonnique « Parfaite Harmonie ». C'est à cette loge qu'il soumet, en 1812, le projet de la création d'une société « pour l'avancement des arts et des métiers », qui débouchera en 1825 sur la fondation de la Société industrielle de Mulhouse.
En 1813-1814, il s'intéresse à la lithographie, et fait un séjour de quelques mois chez Aloys Senefelder à Munich. Il fonda en 1814, en commandite avec les capitaux de notables mulhousiens, la Société lithographique de Mulhouse, installée dans une maison appartenant aux Koechlin. En 1816, laissant à son beau-frère Pierre Thierry la direction de l'établissement de Mulhouse, il s'installe à Paris avec quelques-uns de ses ouvriers.
Engelmann apporta à la lithographie plusieurs perfectionnements, notamment le lavis lithographique en 1819. La pierre préparée pour avoir du grain permet de s'affranchir du dessin au trait, avec un résultat similaire à la manière noire, mais beaucoup plus simple d'exécution. Le procédé permet le dessin, inversé gauche-droite, directement au crayon gras sur la pierre.
La société Engelmann, disposant de nouveaux capitaux, lança un style de lithographie de qualité, illustrée par de nombreux ouvrages, dont les planches des premiers volumes des Voyages pittoresques et romantiques dans l'ancienne France, dirigés par le baron Taylor. Des artistes de premier plan, comme Bonington et Isabey, ont participé à ces grands volumes illustrés de planches pleine page, vendus en livraisons, et montrant les provinces françaises, mais aussi la Suisse, le Levant ou le Brésil. Les productions de la maison Engelmann accèderont au Salon en 1817, 1819, 1822, 1827 et autres.
Une société annexe est fondée à Londres en 1826, dont la mauvaise gestion causera la dissociation, après de lourdes pertes pendant la crise économique de 1828-1830, de l'ensemble des établissements en 1833.
Godefroy Engelmann revint alors à Mulhouse et fonda avec son fils Godefroy la Société Engelmann père et fils. Ses recherches techniques l'amenèrent à breveter début 1837 la chromolithographie, perfectionnée ensuite par des pionniers tel que le lithographe autrichien Peter Fendi, et par son fils Jean, associé dans l'ancien établissement de Paris à Pierre Thierry. Jean inventera la diaphanie ou chromo-lithographie transparente, destinée à être collée sur verre. Jean mourra en 1875.
Engelmann est l’auteur d’un Cours complet d'études du dessin (1816), d'un Manuel du dessinateur lithographe (1822) et d’un Traité théorique et pratique de la lithographie (1839). Il s’est aussi fait connaître comme miniaturiste[réf. souhaitée]. Il a publié, de 1823 à 1831, les Lettres sur la Suisse, accompagnées de vues dessinées d'après nature et lithographiées par M Villeneuve (In-folio).